# Viorica Viscopoleanu
Viorica Viscopoleanu (geboren als Viorica Belmega, Budenets, 8 augustus 1939) is een voormalige Roemeense atlete, die zich had toegelegd op het verspringen. Zij nam driemaal deel aan de Olympische Spelen en werd eenmaal olympisch kampioene. Daarnaast veroverde zij in 1970, op de eerste officiële Europese indoorkampioenschappen, de verspringtitel. Gedurende een tweetal jaren, van 1968 tot 1970, was zij tevens houdster van het wereldrecord met 6,82 m, de sprong waarmee zij haar olympische titel had veroverd.

## Loopbaan

### Vijfde bij olympisch debuut
Na in 1962 haar eerste van in totaal negen nationale titels te hebben behaald, maakte Viscopoleanu in 1964 haar olympisch debuut op de Spelen in Tokio. In de door de Britse Mary Rand met een wereldrecordsprong van 6,76 gewonnen wedstrijd werd de Roemeense vijfde met 6,35. 
Twee jaar later, op de Europese kampioenschappen in Boedapest, wist Viscopoleanu eveneens tot de finale van het verspringen door te dringen en weer werd zij vijfde, nu met 6,33, een centimeter minder dan de Nederlandse Corrie Bakker, die met 6,34 een Nederlands record vestigde. De Poolse Irena Kirszenstein werd kampioene met 6,55. 

### Eerste internationale medailles
In 1967 veroverde de Roemeense haar eerste internationale medaille. Op de Europese indoorspelen in Praag in 1967 veroverde Viscopoleanu het brons met 6,40, een prestatie die zij een jaar later op dezelfde Spelen, ditmaal in Madrid, nu met een beste sprong van 6,23, herhaalde. Bij beide gelegenheden werd de Noorse Berit Berthelsen kampioene.

### Olympisch kampioene 1968
In de aanloop naar de Olympische Spelen van 1968 in Mexico-Stad groeide Viscopoleanu naar een glanzende vorm. In eigen land veroverde zij haar zevende nationale titel op rij met 6,52, de verste sprong van de hele serie en, eenmaal in Mexico aangekomen, liet zij er in de finale van het verspringen geen enkel misverstand over bestaan wie met het goud naar huis zou gaan. Met haar al bij haar eerste poging bereikte 6,82 verbeterde de Roemeense met 6 centimeter het wereldrecord van Mary Rand, waarmee de Britse op de dag af vier jaar eerder in Tokio de gouden medaille had veroverd. Het vormde het hoogtepunt in de carrière van Viscopoleanu, al stond haar prestatie in de schaduw van het geweldige wereldrecord van 8,90 dat Bob Beamon bij de mannen liet optekenen. 

### Geklopt op EK 1969
Een jaar later werd de olympisch kampioene op de EK in Athene verrassend geklopt door de Poolse Mirosława Sarna, die in de rechtstreekse finale – met slechts dertien deelneemsters was een kwalificatieronde overbodig – al bij haar eerste poging tot 6,49 kwam. Daar stelde Viscopoleanu, eveneens bij haar eerste poging, weliswaar 6,45 tegenover, maar daarmee hadden beide atletes blijkbaar alle kruit verschoten, want verder kwam het tweetal niet. Angstig dichtbij kwam nog wel Berit Berthelsen met 6,44, maar daar bleef het bij en dus ging het brons naar de Noorse. 

### Pikorde hersteld op EK indoor 1970
In 1970 vonden de eerste officiële Europese indoorkampioenschappen plaats in Wenen. Viscopoleanu greep de gelegenheid aan om bij het verspringen de pikorde van 1968 te herstellen. In een uiterst spannende finale, waarin de atletes elkaar geen duimbreed toegaven, ging de Roemeense uiteindelijk met een beste sprong van 6,56 met het goud aan de haal, op de hielen gezeten door de Duitse Heide Rosendahl, die met 6,55 het zilver bemachtigde en Europees kampioene Mirosława Sarna, die met een beste sprong van 6,54 ditmaal genoegen moest nemen met het brons. De Oost-Duitse Burghild Wieszorek viel met 6,53, slechts drie centimeter minder dan de winnares, zelfs geheel buiten het podium.

### Laatste jaren
Met precies zo’n zelfde sprong, 6,53, veroverde Viscopoleanu in 1971 op de EK indoor in Sofia een bronzen medaille achter Heide Rosendahl (goud met 6,64) en Irena Szewińska-Kirszenstein (zilver met 6,56). Het was haar laatste internationale medaille, want op de Olympische Spelen van 1972 in München werd zij met 6,48 zevende, 30 cm achter Heide Rosendahl, die hier in eigen land met 6,78 de olympische titel van de Roemeense overnam.
Op de EK’s indoor, die in de jaren zeventig en tachtig jaarlijks plaatsvonden, kwam Viscopoleanu daarna niet meer in de buurt van het podium en was in 1974 de vijfde plaats met 6,32 haar beste resultaat.

### Trainster
Na 1974 zette Viorica Viscopoleanu een punt achter haar actieve atletiekloopbaan en werd zij trainster bij Steaua Boekarest. Haar bekendste pupil is Monica Iagăr, de Europese kampioene hoogspringen van 1998.
Viscopoleanu is getrouwd en heeft twee kinderen. 

## Titels
- Olympisch kampioene verspringen – 1968
- Europees indoorkampioene verspringen – 1970
- Roemeens kampioene verspringen – 1962, 1963, 1964, 1965, 1966, 1967, 1968, 1969, 1970, 1973

## Persoonlijk record
| Onderdeel   | Prestatie      | Datum           | Plaats      |
| ----------- | -------------- | --------------- | ----------- |
| verspringen | 6,82 m (ex-WR) | 14 oktober 1968 | Mexico-Stad |

## Palmares

### verspringen
- 1962:  Roemeense kamp. – 5,81 m
- 1963:  Roemeense kamp. – 6,11 m
- 1964:  Roemeense kamp. – 6,44 m
- 1964: 5e OS – 6,35 m
- 1965:  Roemeense kamp. – 6,26 m
- 1966:  Roemeense kamp. – 6,04 m
- 1966: 5e EK – 6,33 m
- 1967:  Europese indoorspelen – 6,40 m
- 1967:  Roemeense kamp. – 6,41 m
- 1968:  Europese indoorspelen – 6,23 m
- 1968:  Roemeense kamp. – 6,52 m
- 1968:  OS – 6,82 m (WR)
- 1969:  Roemeense kamp. – 6,38 m
- 1969:  EK – 6,49 m
- 1970:  EK indoor – 6,53 m
- 1970:  Roemeense kamp. – 6,38 m
- 1971:  EK indoor – 6,53 m
- 1971: 6e EK – 6,39 m
- 1972: 8e EK indoor – 6,01 m
- 1972: 7e OS – 6,48 m
- 1973: 6e EK indoor – 6,04 m
- 1973:  Roemeense kamp. – 6,31 m
- 1974: 5e EK indoor – 6,32 m

1948: Olga Gyarmati ·
1952: Yvette Williams ·
1956: Elżbieta Krzesińska ·
1960: Vera Krepkina ·
1964: Mary Rand ·
1968: Viorica Viscopoleanu ·
1972: Heide Rosendahl ·
1976: Angela Voigt ·
1980: Tatjana Kolpakova ·
1984: Anișoara Cușmir-Stanciu ·
1988: Jackie Joyner-Kersee ·
1992: Heike Drechsler ·
1996: Chioma Ajunwa ·
2000: Heike Drechsler ·
2004: Tatjana Lebedeva ·
2008: Maurren Maggi ·
2012: Brittney Reese ·
2016: Tianna Bartoletta ·
2020: Malaika Mihambo ·
2024: Tara Davis-Woodhall